# یرون ترومل
یرون ترومل (انگلیسی: Jeroen Trommel؛ زادهٔ ۱ اوت ۱۹۸۱) یک بازیکن والیبال اهل هلند است.